# Charleston (South Carolina)
Charleston is de oudste en grootste stad in de Amerikaanse staat South Carolina. Met ruim 136.000 inwoners (in 2018) is het iets groter dan de hoofdstad Columbia, die met 133.000 inwoners (in 2018) de tweede stad van de staat is. Charleston ligt net ten zuiden van het midden van de kust van South Carolina, aan Charleston Harbor, een inham van de Atlantische Oceaan, waarin 3 rivieren uitmonden: de Ashley, de Cooper en de Wando.

## Geschiedenis
De stad is in 1670 gesticht als Charles Town, ter ere van koning Karel II van Engeland. Oorspronkelijk ontstond de stad op de westoever van de rivier de Ashley (nu Charles Towne Landing), maar deze locatie werd in 1680 verlaten en vervangen door de huidige. De stad groeide snel doordat er veel slavenhandel plaatsvond. Ondanks een verbod op de Trans-Atlantische slavenhandel vanaf 1804 bleef Charleston hier hardnekkig mee doorgaan. In 1819 zorgde een regeling ervoor dat staten ten noorden van de 36°30' breedtegraad geen slaven meer mochten houden. Staten ten zuiden van deze breedtegraad mochten dat nog wel. Vanuit het noorden kwam het abolitionisme op, het streven naar de afschaffing van de slavernij.
Op 18 november 1740 werd een groot deel van Charles Town door brand verwoest. 

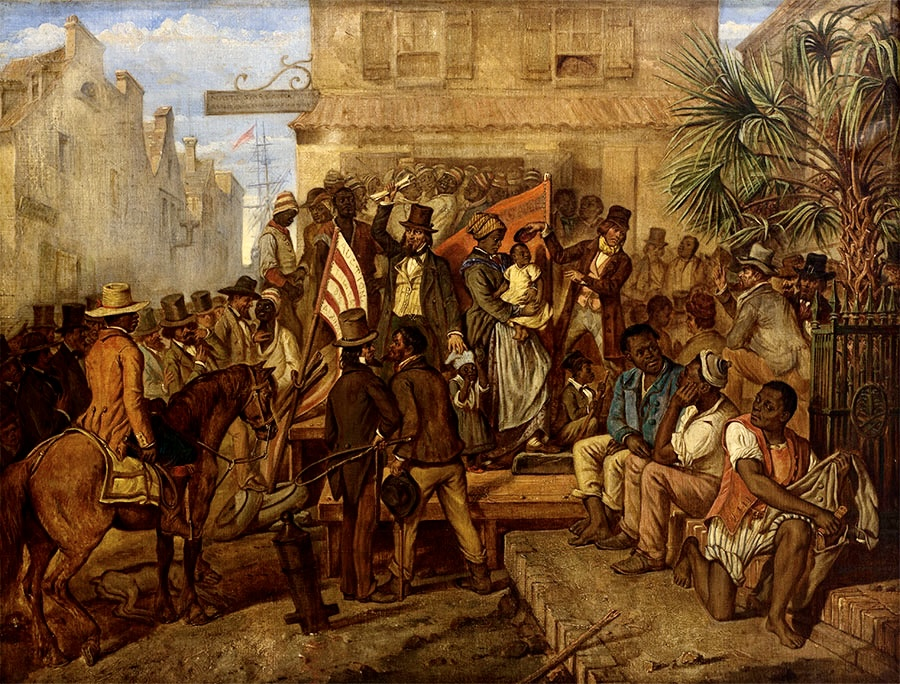
Alonzo J. White verkoopt slaven in Charleston in 1853.

Naar aanleiding van (onder andere) de conflicten van de noordelijke staten en de zuidelijke staten over de afschaffing van de slavernij begon de Amerikaanse Burgeroorlog in Charleston op 12 april 1861 met een aanval door de Geconfedereerde Staten van Amerika op soldaten van de Verenigde Staten die waren gelegerd op Fort Sumter. 
De stad staat sinds 1783 bekend als Charleston en was in 1800 de op vier na grootste stad in Noord-Amerika, na Philadelphia, New York, Boston en Quebec. De eerste Britse kolonisten kwamen uit Bermuda.
Op 17 juni 2015 opende een man het vuur in de Emanuel African Methodist Episcopal Church in Charleston en schoot negen aanwezigen dood die daar waren voor een gebedsdienst. De politie ging uit van een racistisch motief en pakte de man na een klopjacht op.

## Sport
In Charleston wordt sinds 2001 elk jaar de Family Circle Cup gespeeld. Dit tennistoernooi is een belangrijk evenement op de WTA-tenniskalender en is geclassificeerd als een WTA Premiertoernooi.

## Bekende inwoners van Charleston

### Geboren
- John Rutledge (1739-1800), gouverneur van South Carolina (2x) en rechter
- Charles Cotesworth Pinckney (1746-1825), politicus
- Edward Rutledge (1749-1800), gouverneur van South Carolina (1798-1800) en ondertekenaar van de Amerikaanse Onafhankelijkheidsverklaring
- Charles Pinckney (1757–1824), gouverneur van South Carolina (3x) en senator
- Joel Poinsett (1779-1851), politicus, botanicus, medicus en diplomaat
- Sarah Moore Grimké (26 november 1792 - 23 december 1873) was een abolitionist (voorstander van afschaffing van de slavernij), schrijver en lid van de vrouwenkiesbeweging en samen met haar zus Angelina Grimke de eerste blanke vrouw die deel uitmaakte van de afschaffingsbeweging tegen de slavernij.
- Angelina Emily Grimké Weld (21 februari 1805 - 26 oktober 1879) was een politieke activist, advocaat voor vrouwenrechten, voorvechter van de vrouwenkiesbeweging, en naast haar zuster, Sarah Moore Grimké, de enige bekende blanke Zuidelijke vrouw die een deel van de afschaffingsbeweging voor de slavernij.
- William Gilmore Simms (1806-1870), dichter, romanschrijver en historicus
- George Trenholm (1807–1876), politicus
- Wade Hampton III (1818-1902), Zuidelijke generaal tijdens de Amerikaanse Burgeroorlog, gouverneur van South Carolina (1877-1879) en senator
- Louis Rémy Mignot (1831-1870), kunstschilder
- Adolph Mignot (1835-1911), Amerikaans-Nederlandse sigarenfabrikant
- Chris Smith (1879-1949), songwriter en vaudeville-artiest
- James Byrnes (1882-1972), gouverneur van South Carolina (1951-1955), minister en senator
- Edwin DuBose Heyward (1885-1940), schrijver
- Arthur Freed (1894–1973), schrijver van liedteksten en producent van films
- Arthur Briggs (1899-1991), jazz-trompettist en bandleider
- Gus Aiken (1902-1973), jazz-trompettist en kornettist
- Ellsworth Raymond Johnson (1905-1968), Afro-Amerikaans gangster (bekend onder het pseudoniem Bumpy Johnson)
- Willie Smith (1910-1967), jazz-saxofonist en -klarinettist
- Robert Francis Furchgott (1916-2009), scheikundige en Nobelprijswinnaar (1998)
- Elsa Raven (1929-2020), actrice
- Morris Knight (1933), componist en omroepmedewerker
- James Jamerson (1936-1983), bassist (Motown)
- Robert Jordan (1948-2007), fantasy-schrijver
- Alphonse Mouzon (1948-2016), drummer, percussionist en acteur
- Frank Culbertson (1949), astronaut
- Angry Grandpa (1950–2017), internetbekendheid
- Will Patton (1954), acteur
- Catherine Coleman (1960), astronaute
- Thomas Gibson (1962), acteur
- Andy Dick (1965), komiek en acteur
- Darius Rucker (1966), zanger
- Melanie Thornton (1967-2001), popzangeres
- Jonathan Mangum (1971), acteur, komiek, filmproducent en scenarioschrijver
- Johnny Whitworth (1975), acteur en filmproducent
- Logan Marshall-Green (1976), acteur
- Johnny Wactor (1986-2024), acteur
- Mackenzie Rosman (1989), actrice
- Aaron Nesmith (1999), basketballer
- Kyla Kenedy (2003), actrice

### Overleden
- Elizabeth Timothy (1702-1757), drukker, uitgever en journalist
- Edward Rutledge (1749-1800), politicus en ondertekenaar van de Amerikaanse Onafhankelijkheidsverklaring
- Robert Henley (1783-1828), kapitein
- William Gilmore Simms (1806-1870), dichter, romanschrijver en historicus
- Christopher Memminger (1803-1888), politicus
- Joseph Pulitzer (1847-1911), Oostenrijks-Hongaars-Amerikaans uitgever
- Reuben Henry III Tucker (1911-1970), officier
- Mark Wayne Clark (1896-1984), generaal
- William Westmoreland (1914-2005), generaal
- Alicia Rhett (1915-2014), actrice

### Oud-inwoners
- William Cormac